# Ipothalia esmeralda
Ipothalia esmeralda är en skalbaggsart som beskrevs av Bates 1879. Ipothalia esmeralda ingår i släktet Ipothalia och familjen långhorningar.
Artens utbredningsområde är:
- Sarawak.
- Filippinerna.

Inga underarter finns listade i Catalogue of Life.